# Coccophagus spireae
Coccophagus spireae är en stekelart som beskrevs av Nikol'skaya och Yasnosh 1966. Coccophagus spireae ingår i släktet Coccophagus och familjen växtlussteklar.
Artens utbredningsområde är Kazakstan. Inga underarter finns listade i Catalogue of Life.